# Gerygone chrysogaster
El gerigón ventrigualdo (Gerygone chrysogaster) es una especie de ave paseriforme de la familia Acanthizidae.

## Subespecies
- Gerygone chrysogaster chrysogaster
- Gerygone chrysogaster dohertyi
- Gerygone chrysogaster leucothorax
- Gerygone chrysogaster neglecta
- Gerygone chrysogaster notata
- Gerygone chrysogaster ruficauda

## Localización
Es una especie de ave que se encuentra en Australia, Nueva Guinea y Filipinas.